# Skalná
Skalná (németül: Wildstein) város Csehországban a Karlovy Vary-i kerület Chebi járásában.

## Fekvése
Cheb-től 12 km-re északra fekszik.

## Története
Írott források várát elsőként 1166-ban említik. A második világháború után német lakosságát a csehszlovák hatóságok Németországba toloncolták. 1950-ben a város nevét Wildstein-ről Skalná-ra váltóztatták.

## Településrészek
- Kateřina, Skalná, Starý Rybník, Vonšov, Zelená.

## Nevezetességek
- Wildstein vízivár
- Keresztelő János tiszteletére szentelt templom
- Szent Sebestyén tiszteletére szentelt templom
- Tűzoltó-múzeum

## Testvérvárosok
- Neusorg, Németország

## Népesség
A település népessége az elmúlt években az alábbi módon változott:
| Lakosok száma | 4011 | 3625 | 3384 | 1847 | 1708 | 1670 | 1944 | 1999 | 1905 | 1906 |
|               | 1869 | 1890 | 1921 | 1950 | 1980 | 2001 | 2017 | 2019 | 2022 | 2024 |

## Híres emberek
- Sigmund von Birken (1626-1681) német költő
- Martin Rössler (1898-1974) német képzőművész, grafikus
- Ferdinand Schleicher (1900-1957) német építész
- Mathias Heinicke (1873-1956) német hegedűkészítő-mester
- Václav Jiřík (*1944) cseh történész
- Pavel Nedvěd (*1972) cseh labdarúgó

## Képtár

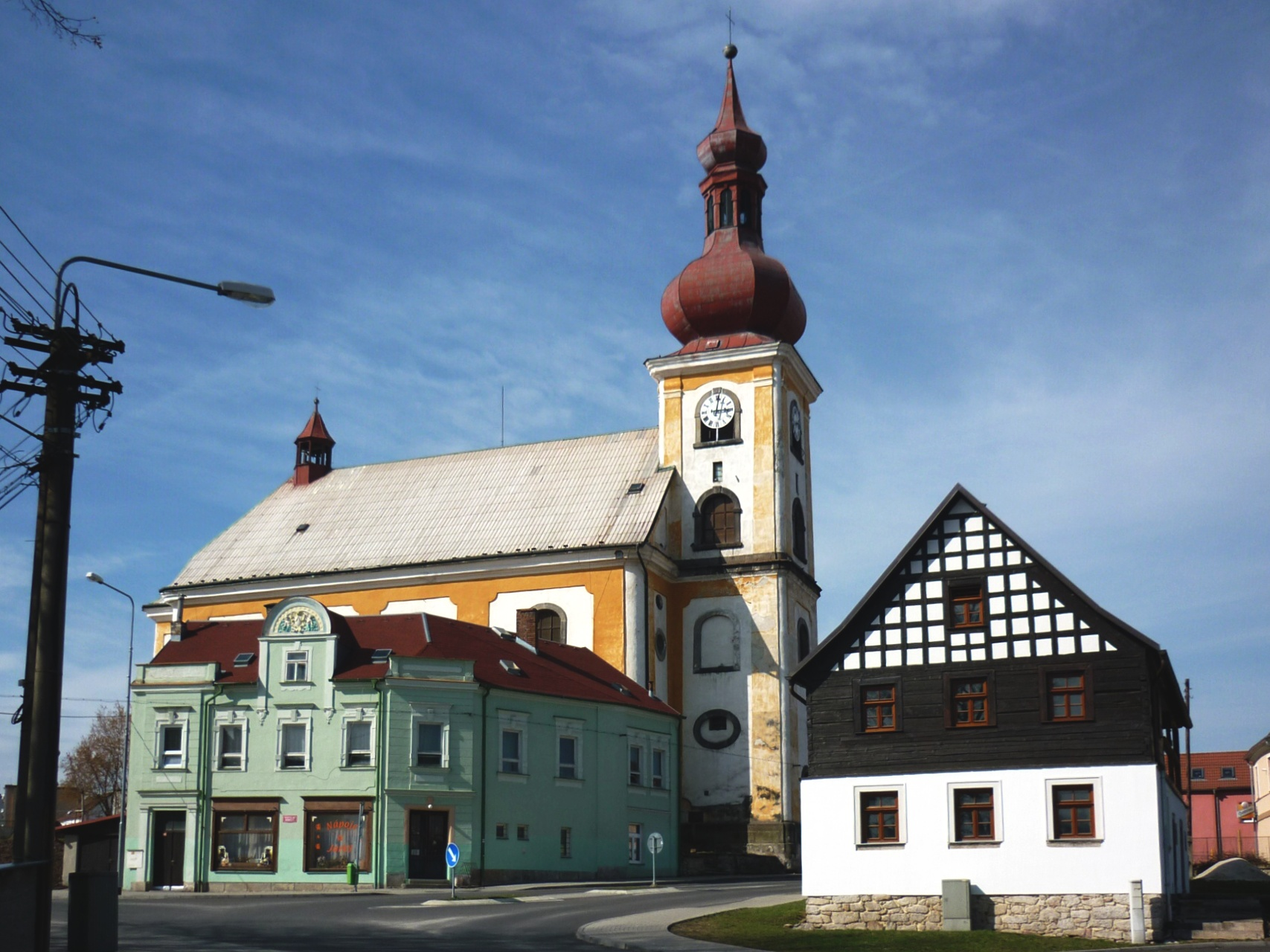
Keresztelő János templom
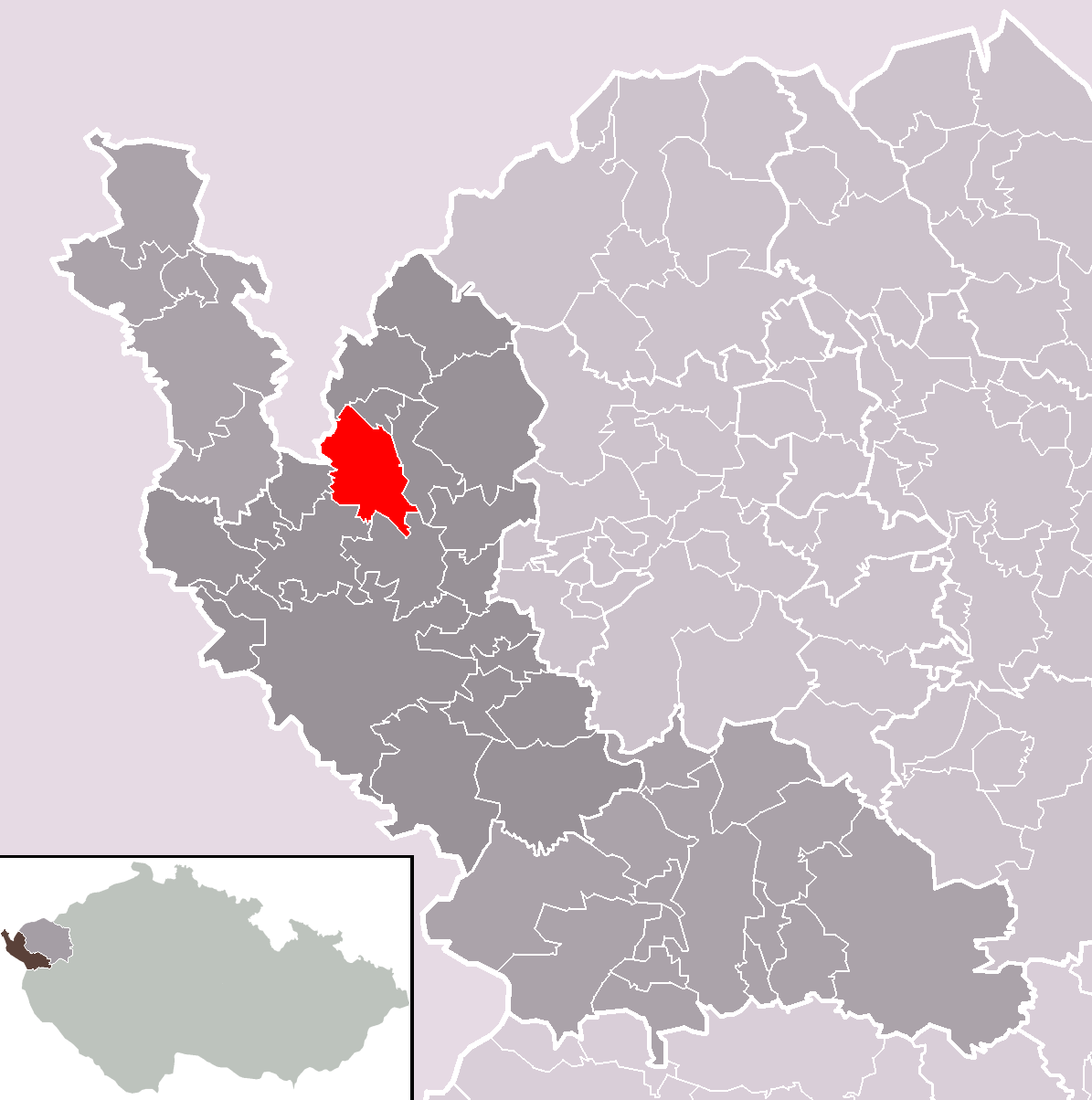
Skalná közigazgatási területe
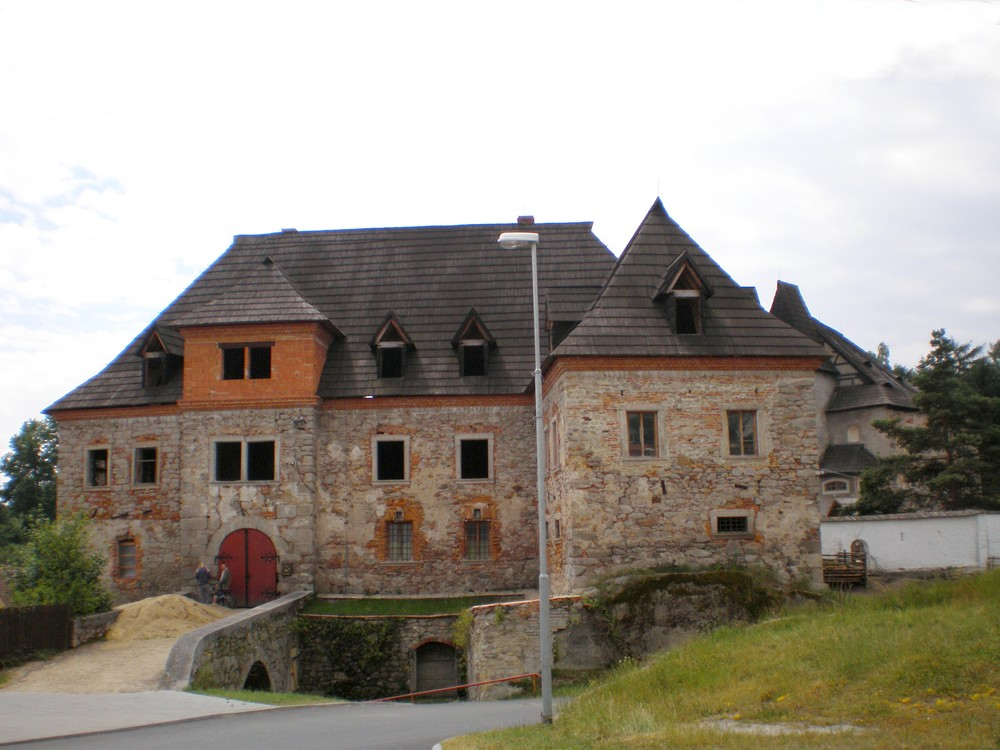
Wildstein vára